# Uniejów
Uniejów è un comune urbano-rurale polacco del distretto di Poddębice, nel voivodato di Łódź.
Ricopre una superficie di 129,01 km² e nel 2004 contava 7 309 abitanti.